# Rosay (Seine-Maritime)
Pour les articles homonymes, voir Rosay.
Rosay est une commune française située dans le département de la Seine-Maritime en région Normandie.

## Géographie

### Communes limitrophes
|              |                    | Ventes-Saint-Rémy |
| Bellencombre | Rosay              |                   |
| La Crique    | Beaumont-le-Hareng | Saint-Saëns       |

### Hydrographie
La commune est située dans le bassin Seine-Normandie. Elle est drainée par la Varenne, le Hareng, le cours d'eau 01 de la Quaine et la Varenne,,.
La Varenne, d'une longueur de 39 km, prend sa source dans la commune de Saint-Martin-Osmonville et se jette  dans l'Arques à Arques-la-Bataille, après avoir traversé 13 communes. 

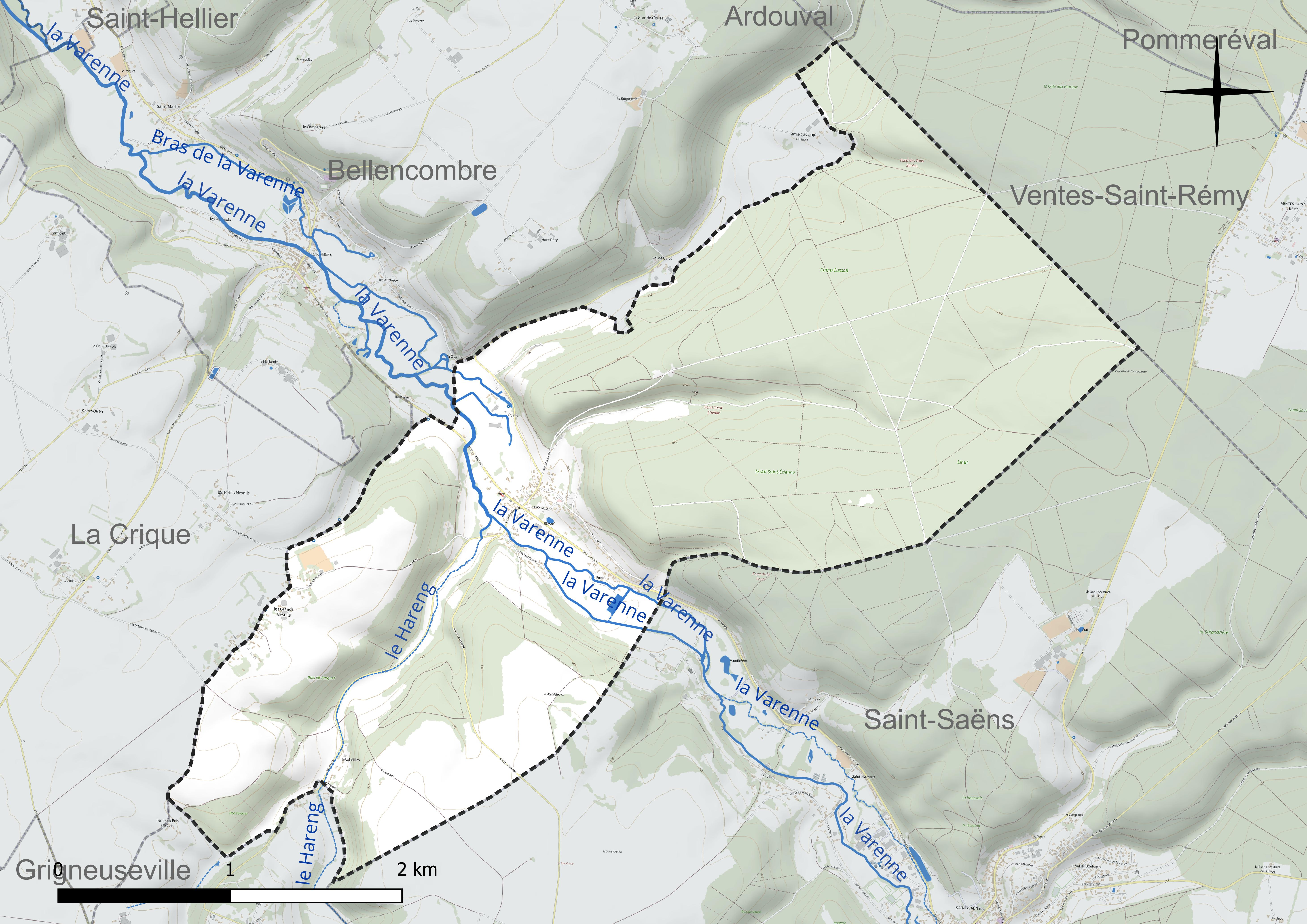
Réseau hydrographique de Rosay.

### Climat
Pour des articles plus généraux, voir Climat de la Normandie et Climat de la Seine-Maritime.
En 2010, le climat de la commune est de type climat océanique altéré, selon une étude du CNRS s'appuyant sur une série de données couvrant la période 1971-2000. En 2020, Météo-France publie une typologie des climats de la France métropolitaine dans laquelle la commune est exposée à un climat océanique et est dans la région climatique Côtes de la Manche orientale, caractérisée par un faible ensoleillement (1 550 h/an) ; forte humidité de l’air (plus de 20 h/jour avec humidité relative > 80 % en hiver), vents forts fréquents. Parallèlement le GIEC normand, un groupe régional d’experts sur le climat, différencie quant à lui, dans une étude de 2020, trois grands types de climats pour la région Normandie, nuancés à une échelle plus fine par les facteurs géographiques locaux. La commune est, selon ce zonage, exposée à un « climat maritime », correspondant au Pays de Caux, frais, humide et pluvieux, légèrement plus frais que dans le Cotentin.
Pour la période 1971-2000, la température annuelle moyenne est de 10,5 °C, avec une amplitude thermique annuelle de 14,1 °C. Le cumul annuel moyen de précipitations est de 883 mm, avec 12,9 jours de précipitations en janvier et 8,5 jours en juillet. Pour la période 1991-2020, la température moyenne annuelle observée sur la station météorologique la plus proche, située sur la commune de Bouelles à 18 km à vol d'oiseau, est de 10,7 °C et le cumul annuel moyen de précipitations est de 838,4 mm,. Pour l'avenir, les paramètres climatiques de la commune estimés pour 2050 selon différents scénarios d’émission de gaz à effet de serre sont consultables sur un site dédié publié par Météo-France en novembre 2022.

## Urbanisme

### Typologie
Au 1er janvier 2024, Rosay est catégorisée commune rurale à habitat dispersé, selon la nouvelle grille communale de densité à sept niveaux définie par l'Insee en 2022.
Elle appartient à l'unité urbaine de Saint-Saëns, une agglomération intra-départementale regroupant trois  communes, dont elle est une commune de la banlieue,,. Par ailleurs la commune fait partie de l'aire d'attraction de Rouen, dont elle est une commune de la couronne,. Cette aire, qui regroupe 317 communes, est catégorisée dans les aires de 200 000 à moins de 700 000 habitants,.

### Occupation des sols
L'occupation des sols de la commune, telle qu'elle ressort de la base de données européenne d’occupation biophysique des sols Corine Land Cover (CLC), est marquée par l'importance des forêts et milieux semi-naturels (69,4 % en 2018), une proportion sensiblement équivalente à celle de 1990 (69,6 %). La répartition détaillée en 2018 est la suivante : 
forêts (65,7 %), prairies (16,6 %), terres arables (13,1 %), milieux à végétation arbustive et/ou herbacée (3,7 %), espaces verts artificialisés, non agricoles (0,9 %). L'évolution de l’occupation des sols de la commune et de ses infrastructures peut être observée sur les différentes représentations cartographiques du territoire : la carte de Cassini (XVIIIe siècle), la carte d'état-major (1820-1866) et les cartes ou photos aériennes de l'IGN pour la période actuelle (1950 à aujourd'hui).

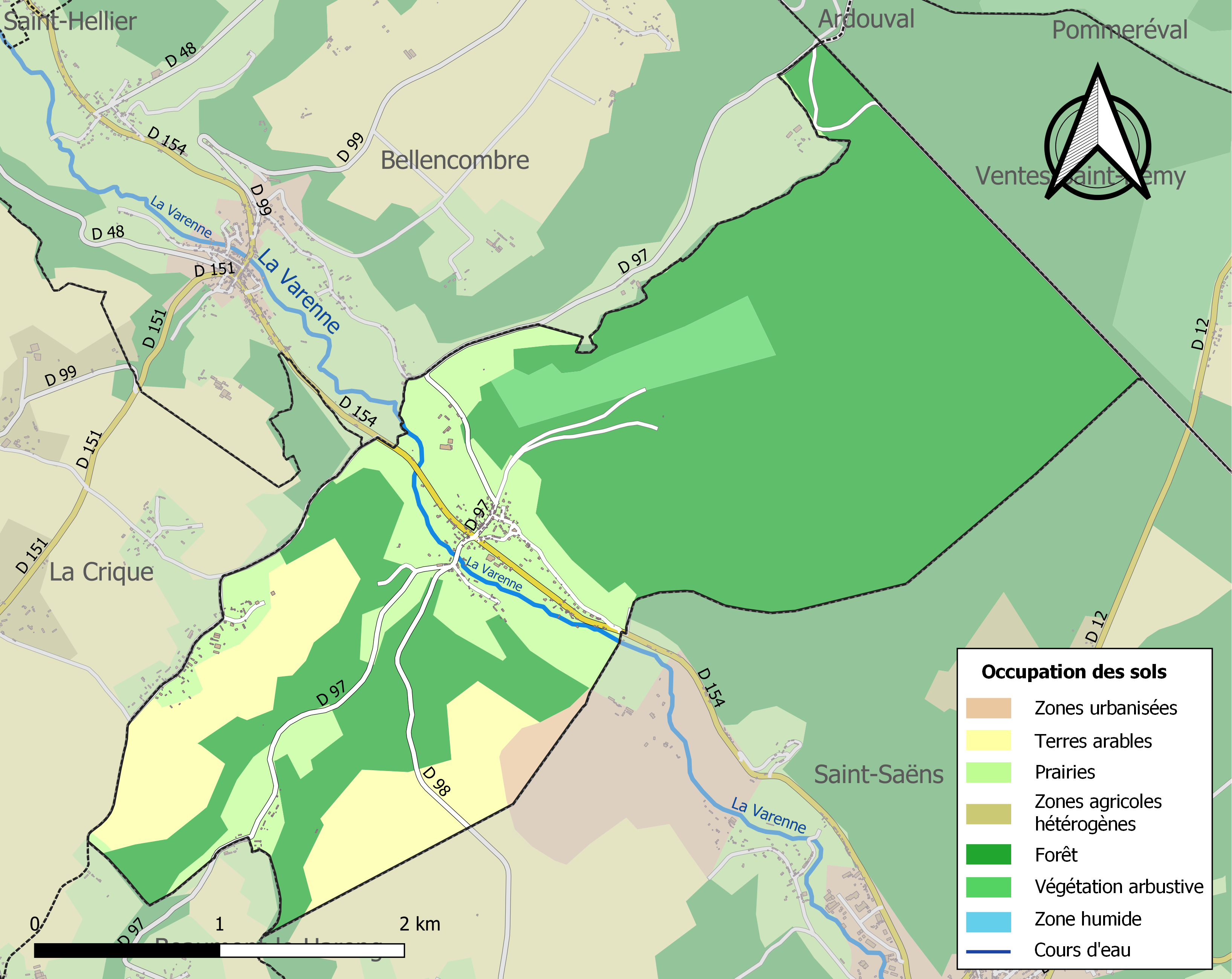
Carte des infrastructures et de l'occupation des sols de la commune en 2018 (CLC).

## Toponymie
Voir Rosay-sur-Lieure, Eure.

## Politique et administration

### Rattachements administratifs et électoraux
La commune se trouve dans l'arrondissement de Dieppe du département de la Seine-Maritime. Pour l'élection des députés, elle fait partie depuis 2012 de la dixième circonscription de la Seine-Maritime.
Elle faisait partie depuis 1801 du canton de Bellencombre. Dans le cadre du redécoupage cantonal de 2014 en France, Rosay est désormais rattaché au canton de Neufchâtel-en-Bray.

### Intercommunalité
Rosay était membre de la communauté de communes du Bosc d'Eawy, créée en 2002. .
Dans le cadre des prescriptions de la loi portant nouvelle organisation territoriale de la République (Loi NOTRe) du 7 août 2015 prescrit, dans le cadre de l'approfondissement de la coopération intercommunale, que les intercommunalités à fiscalité propre doivent, sauf exceptions, regrouper au moins 15 000 habitants, le schéma départemental de coopération intercommunale (SDCI), le territoire de cette intercommunalité est rattaché à plusieurs de ses voisines, et Cropus est, depuis le 1er janvier 2017, membre de la communauté Bray-Eawy.

### Liste des maires
| Période                                  | Période                    | Identité        | Étiquette | Qualité                          |
| ---------------------------------------- | -------------------------- | --------------- | --------- | -------------------------------- |
| Les données manquantes sont à compléter. |                            |                 |           |                                  |
| 1908                                     |                            | Jacques Hartout |           |                                  |
| 1936                                     |                            | M. Leverdier    |           |                                  |
| Les données manquantes sont à compléter. |                            |                 |           |                                  |
| 1998                                     | mai 2020                   | Hervé Lagnel    |           |                                  |
| mai 2020 ,                               | En cours (au 10 août 2020) | Joëlle laurence |           | Assistante médico administrative |

## Démographie
L'évolution du nombre d'habitants est connue à travers les recensements de la population effectués dans la commune depuis 1793. Pour les communes de moins de 10 000 habitants, une enquête de recensement portant sur toute la population est réalisée tous les cinq ans, les populations de référence des années intermédiaires étant quant à elles estimées par interpolation ou extrapolation. Pour la commune, le premier recensement exhaustif entrant dans le cadre du nouveau dispositif a été réalisé en 2004.

En 2022, la commune comptait 272 habitants, en évolution de +1,87 % par rapport à 2016 (Seine-Maritime : +0,35 %, France hors Mayotte : +2,11 %).
| 1793 | 1800 | 1806 | 1821 | 1831 | 1836 | 1841 | 1846 | 1851 |
| ---- | ---- | ---- | ---- | ---- | ---- | ---- | ---- | ---- |
| 325  | 362  | 368  | 413  | 534  | 468  | 410  | 400  | 391  |

| 1856 | 1861 | 1866 | 1872 | 1876 | 1881 | 1886 | 1891 | 1896 |
| ---- | ---- | ---- | ---- | ---- | ---- | ---- | ---- | ---- |
| 408  | 417  | 396  | 392  | 374  | 383  | 357  | 310  | 299  |

| 1901 | 1906 | 1911 | 1921 | 1926 | 1931 | 1936 | 1946 | 1954 |
| ---- | ---- | ---- | ---- | ---- | ---- | ---- | ---- | ---- |
| 284  | 278  | 264  | 209  | 220  | 241  | 270  | 280  | 277  |

| 1962 | 1968 | 1975 | 1982 | 1990 | 1999 | 2004 | 2006 | 2009 |
| ---- | ---- | ---- | ---- | ---- | ---- | ---- | ---- | ---- |
| 310  | 301  | 267  | 251  | 280  | 252  | 267  | 264  | 266  |

| 2014 | 2019 | 2022 | - | - | - | - | - | - |
| ---- | ---- | ---- | - | - | - | - | - | - |
| 273  | 266  | 272  | - | - | - | - | - | - |

## Culture locale et patrimoine

### Lieux et monuments
- Église Saint-Étienne.

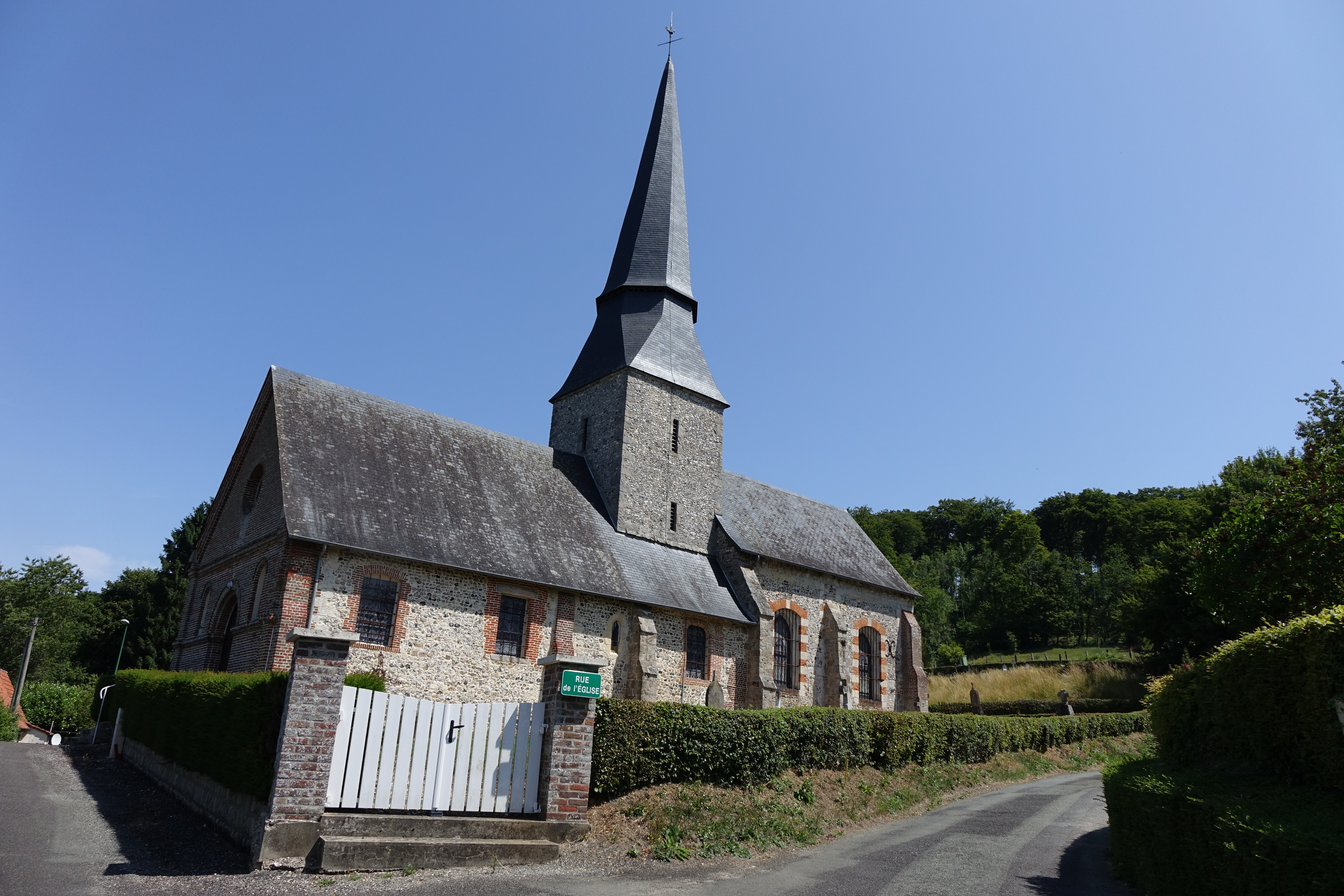
Église de Rosay.

- Musée du cidre et des vieux métiers[26],[27].
- Chapelle Saint-Étienne.
- Monument aux morts.

### Personnalités liées à la commune
- Yves Gomy (entomologiste) et son épouse ont été instituteurs, en poste double, à Rosay (Seine-Maritime) en 1963-1964 et ont habité le bâtiment de l'actuelle mairie.